# Michael Buckley (auteur)
Pour les articles homonymes, voir Michael Buckley et Buckley (homonymie).
Œuvres principales
- Les Sœurs Grimm

Michael Buckley, né le 16 août 1969 à Akron en Ohio, est un écrivain américain notamment connu pour son best-seller pour enfants Les Sœurs Grimm. L'auteur a fréquenté dans sa jeunesse l'université de l'Ohio et l'a quitté diplômé with honours. Certains interviews disent qu'il ne commença pas ses études avant ses 23 ans. Après l'université, il partit à New York et fut stagiaire dans l'émission Late Show with David Letterman, puis il accepta un travail dans la filière de la production de documentaires. Ses livres sont publiés par Harry N. Abrams.

## Œuvres

### SérieNERDS
1. (en) NERDS: National Espionage, Rescue, and Defense Society, 2009
2. (en) M is for Mama's Boy, 2010
3. (en) The Cheerleaders of Doom, 2011

### SérieLes Sœurs Grimm
1. Détectives de contes de fées, Pocket Jeunesse, 2007 ((en) The Fairy-Tale Detectives, 2005), trad. Marie Leymarie  (ISBN 978-2-266-16642-3)
2. Drôles de suspects, Pocket Jeunesse, 2007 ((en) The Unusual Suspects, 2005), trad. Marie Leymarie  (ISBN 978-2-266-16644-7)
3. Le Petit Chaperon louche, Pocket Jeunesse, 2007 ((en) The Problem Child, 2006), trad. Marie Leymarie  (ISBN 978-2-266-16643-0)
4. Crime au pays des fées, Pocket Jeunesse, 2008 ((en) Once Upon a Crime, 2007), trad. Véronique Minder  (ISBN 978-2-2661-7692-7)
5. Cendrillon, le retour, Pocket Jeunesse, 2008 ((en) Magic and Other Misdemeanors, 2007), trad. Véronique Minder  (ISBN 978-2-266-18216-4)
6. Le Procès du grand méchant loup, Pocket Jeunesse, 2009 ((en) Tales from the Hood, 2008), trad. Véronique Minder  (ISBN 978-2-266-18678-0)
7. (en) The Everafter War, 2009
8. (en) The Inside Story, 2010
9. (en) The Council of Mirrors, 2012

H-S (en) The Sisters Grimm: A Very Grimm Guide, 2011

### SérieLa Déferlante
1. La Déferlante, Pocket Jeunesse, 2016 ((en) Undertow, 2015), trad. Guillaume Fournier  (ISBN 978-2-266-26033-6)
2. La Colère des abysses, Pocket Jeunesse, 2017 ((en) Raging Sea, 2016), trad. Guillaume Fournier  (ISBN 978-2-266-26034-3)